# Somatochlora tenebrosa
Somatochlora tenebrosa là loài chuồn chuồn trong họ Corduliidae. Loài này được Say mô tả khoa học đầu tiên năm 1840.